# 小行星11373
小行星11373（11373 Carbonaro）是一颗绕太阳运转的小行星，为主小行星带小行星。该小行星于1998年8月17日发现。

## 轨道参数
小行星11373的轨道半长轴为2.2019240 UA，离心率为0.128。